# Frankfurt Knights
I Frankfurt Knights sono stati una squadra di football americano di Francoforte sul Meno, in Germania; fondati nel 1994 da giocatori e dirigenti dei Frankfurt Gamblers, hanno giocato la stagione 1995 della AFLE ottenendo il quarto posto in stagione regolare e si sono successivamente sciolti.

## Dettaglio stagioni

### Tornei internazionali

#### American Football League of Europe
| Stagione | regular season | regular season | regular season | regular season | regular season | regular season | playoff | playoff | playoff | playoff | playoff | playoff   | playoff    |
|          | Vin            | Par            | Per            | Tot            | PF             | PS             | Vin     | Per     | Tot     | PF      | PS      | risultato | avversaria |
| -------- | -------------- | -------------- | -------------- | -------------- | -------------- | -------------- | ------- | ------- | ------- | ------- | ------- | --------- | ---------- |
| 1995     | 3              | 0              | 5              | 8              | 124+?          | 140+?          | -       | -       | -       | -       | -       | -         | -          |
| Totale   | 3              | 0              | 5              | 8              | 124+?          | 140+?          | -       | -       | -       | -       | -       |           |            |

Fonti: Enciclopedia del Football - A cura di Roberto Mezzetti